# Ranunculus pegaeus
Ranunculus pegaeus Hand.-Mazz. – gatunek rośliny z rodziny jaskrowatych (Ranunculaceae Juss.). Występuje naturalnie w Nepalu, indyjskim stanie Sikkim oraz w południowych Chinach (w południowym Tybecie i w północno-zachodniej części Junnanu). 

## Morfologia
PokrójBylina tworząca rozłogi. Dorasta do 5–20 cm wysokości.
LiścieSą trójdzielne. W zarysie mają pięciokątny kształt, złożone z romboidalnych lub podłużnych segmentów. Mierzą 0,5 cm długości oraz 0,5–1 cm szerokości. Nasada liścia ma sercowaty kształt. Ogonek liściowy jest nagi i ma 2–3,5 cm długości.
KwiatySą pojedyncze. Pojawiają się na szczytach pędów. Mają żółtą barwę. Dorastają do 5–7 mm średnicy. Mają 5 eliptycznych działek kielicha, które dorastają do 2 mm długości. Mają 5 eliptycznych płatków o długości 2–3 mm.
OwoceNagie niełupki o odwrotnie jajowatym kształcie i długości 1 mm. Tworzą owoc zbiorowy – wieloniełupkę o prawie kulistym kształcie i dorastającą do 3 mm długości.

## Biologia i ekologia
Rośnie w lasach, zaroślach i na trawiastych zboczach. Występuje na wysokości od 3400 do 4100 m n.p.m. Kwitnie od czerwca do września. 